# Villa-fattoria di Capezzana
La Villa-fattoria di Capezzana o Tenuta di Capezzana è un complesso nell'omonima frazione di Carmignano, in provincia di Prato.

## Storia e descrizione
Di origine medievale, è attestata in loco la produzione olearia e vinicola fin dall'804. Dell'epoca medievale resta un oratorio dedicato a san Jacopo con campanile e abside romanica. La prima "casa da signore" fu edificata nel Rinascimento su iniziativa di Monna Nera Bonaccorsi, per venire poi ampliata dai Cantucci, imparentati coi Medici, in eleganti forme cinquecentesche. Nel Settecento Maria Maddalena Cantucci, sposata nel 1734 al marchese Bourbon del Monte, aumentò il numero dei poderi della tenuta, ricostruendo la cantina in dimensioni maggiori.
Nel Novecento venne acquistata da Alessandro Contini Bonacossi, che la ingrandì ulteriormente acquistando poderi circostanti. Oggi appartiene ai suoi discendenti. La nuova tinaia fu fatta progettare da Giovanni Michelucci, autore anche di altri progetti per la famiglia.
Strutturata in più edifici, ha un ampio giardino con un piazzale ornato da statue settecentesche. Le ampie cantine, in cui si conserva una pregiata produzione vinicola locale, e i vari annessi risalgono ai secolo XVI e XVII.